# Högbystenen
Högbystenen, med signum Ög 81, är en runsten som står vid platsen för den gamla medeltida Högby kyrka, vilken låg någon kilometer norr om den nuvarande kyrkan i Högby socken och Mjölby kommun, Göstrings härad i Östergötland. Den anses näst efter Rökstenen vara Östergötlands främsta och mest märkliga runsten.

## Stenen
Var den ursprungligen stått vet man inte, men när Högby medeltida kyrka byggdes blev den inmurad med korssidan vänd utåt i sakristians östra vägg. Den avbildades där 1687 av Johan Hadorph och finns med i inledningen till Gutalagen. Stenen flyttades 1874 då kyrkan skulle rivas och restes ånyo där den gamla kyrkan stått. Runstenen kan utifrån sina drakhuvuden i Ringerikestil dateras till 1010-1050. Materialet är rödaktig granit och höjden är hela 3,45 meter och bredden cirka 63 cm. Stenen är en så kallad "greklandssten", ett minnesmärke som restes för att hedra en sjöfarare som rest på floderna i österled genom hela Gårdarike och ner till Grekland, som då var identiskt med Bysantinska riket. Den från runor översatta inskriften följer nedan:

## Inskriften

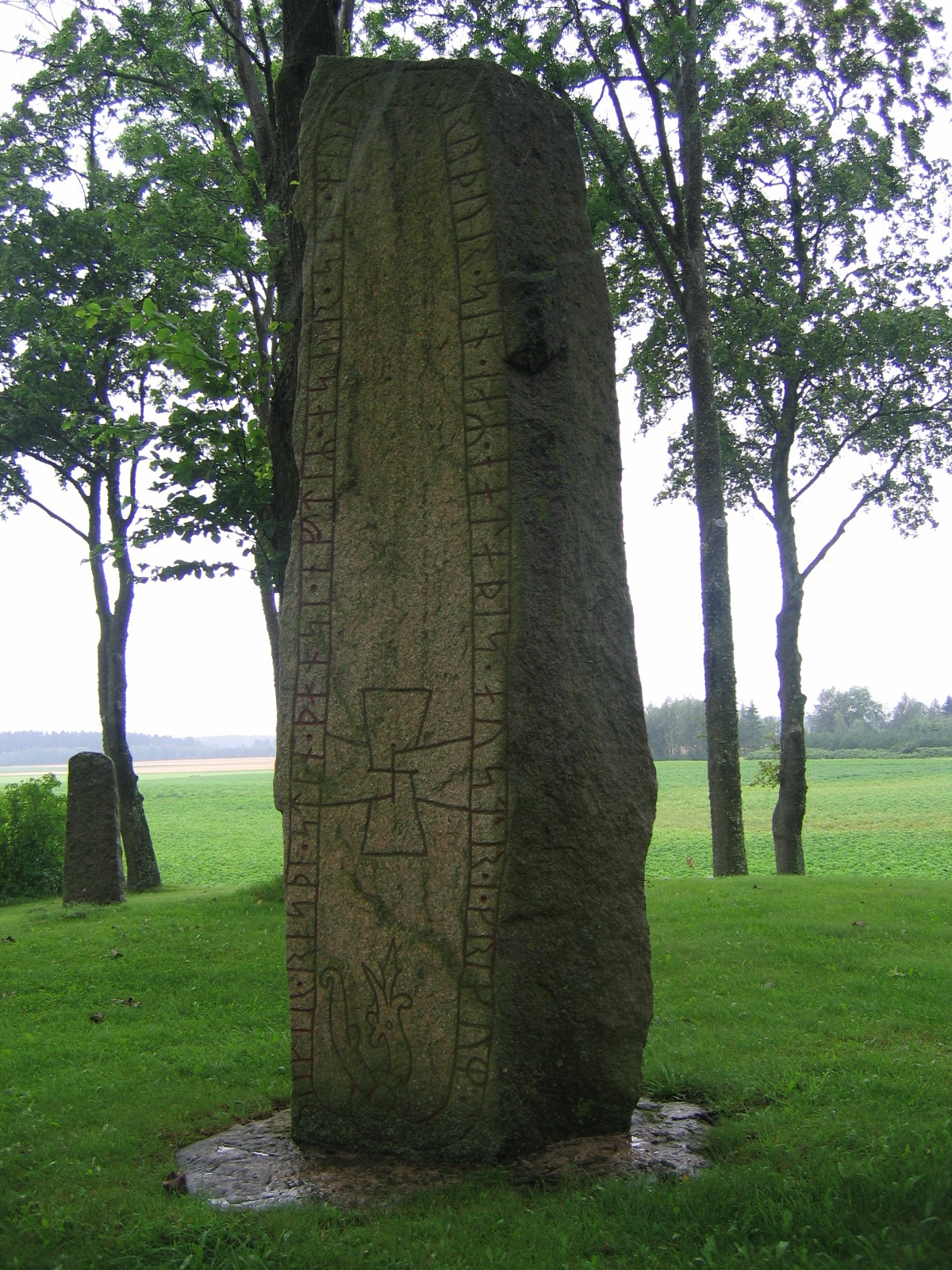
Stenens A-sida

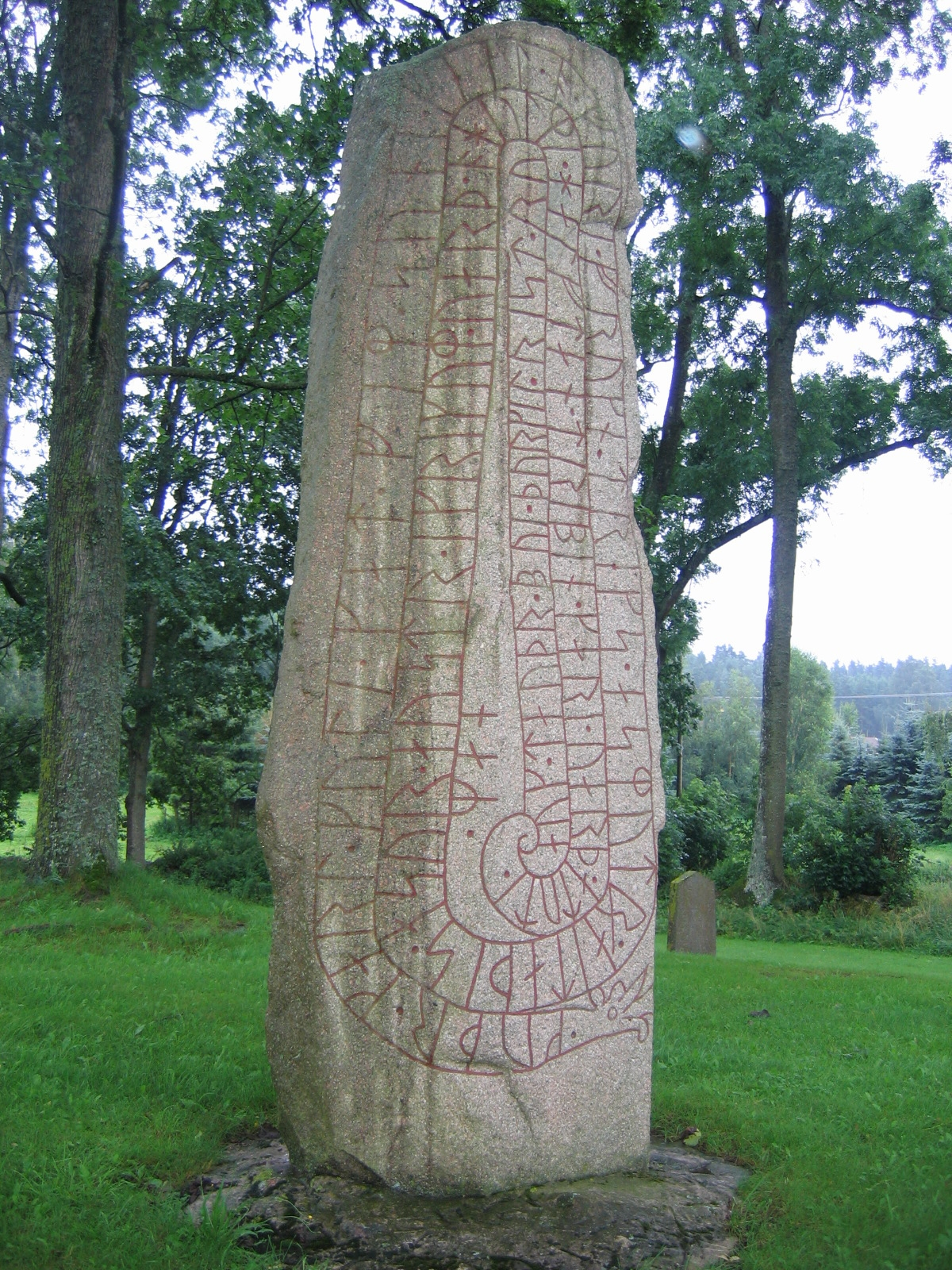
Stenens B-sida

Framsidan:
"Torgärd reste denna sten efter Assur, sin morbror.
Han ändades österut i Grekland."
Baksidan:
"Gode bonden Gulle
fick fem söner.
Föll på Föret
djärve kämpen Åsmund,
ändades Assur
österut i Grekland,
blev i Holmgång
Halvdan dräpt.
Kåre blev atuti [tolkn. också dödad]
Död är ock Boe.
Torkel ristade runorna."
Det ovanliga med Högbystenen är att baksidans text är skriven på vers. Det versmått som användes är fornyrðislag, vilken har parvis allittererande (bokstavsrimmande) rader. Den runsvenska texten blir med allitterationerna i fetstil:
Goðr karl Gulli
gat fæm syni.
Fiall a Føri
frøkn drængR Asmundr,
ændaðis Assur
austr i Grikkum,
varð a holmi
Halfdan drepinn.
Kari varð atuti
Auk dauðr Boi.
Þorkell ræist runaR
Det råder en viss oenighet om hur texten på stenens baksida ska tolkas. Nationalencyklopedin anger:
"blev på Bornholm (?) Halvdan dräpt,
Kåre blev vid (Själlands) Odde (?)."
Andra tolkningar är "Blev på Holm Halvdan dräpt. Kåre omkom ej ute." och "Kåre dog vid Dundee."
Uttrycket att Åsmund "Föll på Föret" har av vissa tolkats som att han stupade i slaget vid Fyrisvallarna utanför Uppsala omkring år 985. Att Assur dog "i Grekland" innebär att han dog i Bysantinska riket. Kanske var han en väring hos den bysantinske kejsaren i Konstantinopel.

## Fotnoter
1. 1 2  100 svenska runinskrifter, Åke Ohlmark 1978, ISBN 91-7406-110-0
2. ↑  Runinskrifter i Sverige, Sven B. F. Jansson, Almqvist & Wiksell Förlag AB, 1984, ISBN 91-20-07030-6